# NGC 4564
NGC 4564 (другие обозначения — UGC 7773, MCG 2-32-150, ZWG 70.186, VCC 1664, PGC 42051) — эллиптическая галактика (E) в созвездии Дева.
Этот объект входит в число перечисленных в оригинальной редакции «Нового общего каталога».
В галактике вспыхнула сверхновая SN 1961H. Её пиковая видимая звёздная величина составила 11,2.